# Harpstedt
Harpstedt – miasto (niem. Flecken) w Niemczech, w kraju związkowym Dolna Saksonia, w powiecie Oldenburg, siedziba gminy zbiorowej Harpstedt.